# John Franklin Enders
John Franklin Enders (West Hartford, Connecticut, 1897. február 10. – Waterford, Connecticut, 1985. szeptember 8.) amerikai mikrobiológus, immunológus, a modern védőoltások atyja. 1954-ben Thomas Wellerrel és Frederick Robbinsszal közösen elnyerte az orvostudományi Nobel-díjat, mert kidolgozta a gyermekbénulás vírusának laboratóriumi tenyésztési módszerét. Munkája később lehetővé tette, hogy Albert Sabin és Jonas Salk vakcinát hozzon létre a kórokozó ellen.

## Tanulmányai
John F. Enders a connecticuti West Hartfordban született 1897. február 10-én John Ostrom Enders bankigazgató és felesége, Harriet Goulden Whitmore négy gyermeke közül a legidősebbként. Az általános iskola után 1912-ben beiratkozott a concordi St. Paul bentlakásos iskolába, ahol elsősorban humán tantárgyakból kapott jó oktatást. 1915-ben, 18 évesen a Yale Egyetem diákja lett, két évvel később pedig – miután az első világháborúban az Amerikai Egyesült Államok hadat üzent Németországnak – belépett a haditengerészethez. Megtanult repülőgépet vezetni és a következő három évben Floridában volt a tengerészet repülőoktatója. 1920-ban megkapta a Yale-en a B.A. fokozatot és utána – mivel anyagi gondjai nem voltak – éveken keresztül kereste, hogy mit kezdhetne az életével. Megpróbálkozott az ingatlanüzlettel, de megunta és beiratkozott a Harvardra, hogy angol nyelvet és irodalmat tanuljon. Az angol tanítása iránt sem lelkesedett, de az egyetem kollégiumában összebarátkozott néhány orvostanhallgatóval, akiket elkísért a mikrobiológiai laboratóriumba. A tanszékvezető Hans Zissner befolyása alá kerülve maga is elkezdett biológiával foglalkozni és 1927-ben elkezdte a doktori programot és 1930-ban megszerezte PhD-ját. Disszertációjában bebizonyította, hogy az anafilaxiás sokk és a tuberkulinra adott hiperszenzitív válasz különböző jelenségek.

## Pályafutása
Enders a következő 16 évben a Harvardon maradt, kutatott és oktatott és haladt előre az akadémiai ranglétrán: 1935-ben adjunktusi, 1942-ben docensi kinevezést kapott. 1940 és 1942 között ő volt a tanszék ideiglenes vezetője, amelyet aztán szívesen továbbadott, mert túl sok adminisztratív teendővel járt. Kutatási témái a baktériumok virulenciáját és a gazdaszervezet ellenállását érintették. Megállapította, hogy a Pneumococcus egyik felszíni poliszacharidja gátolja azt, hogy a fehérvérsejtek fagocitózissal elpusztítsák.
1938-ban emlősök vírusaival kezdett foglalkozni, kidolgozott egy szérumtesztet a mumpsz vírusára és egy bőrtesztet ami kimutatta, hogy a páciens védett-e a vírussal szemben.

## A poliovírus tenyésztési technikája
1946-ban felajánlották, hogy legyen a vezetője a Bostoni Gyermekkórházban újonnan létrehozott infektológiai laboratóriumnak. Itt két munkatársával, Thomas Wellerrel és Frederick Robbinsszal vírusok tenyésztésével foglalkoztak. Weller embrionális bőrsejtek kultúráján akart varicella-vírust tenyészteni, a maradék sejteken pedig Robbins – Enders javaslatára – megpróbálkozott az addig nehezen propagálható poliovírus – a gyermekbénulás vírusának – szaporításával. A próbát siker koronázta és az addig notóriusan nehezen, csak idegszövetben tenyészthetőnek gondolt vírusra kidolgoztak egy egyszerű, a szaporodást a sejtpusztulás által mikroszkópban nyomon követhető módszert. A technikának köszönhetően Jonas Salk 1952-ben képes volt vakcinát készíteni a betegség ellen.
A poliovírus tenyésztési módszerének kidolgozásáért John F. Enders, Thomas Weller és Frederick Robbins 1954-ben orvostudományi Nobel-díjat kapott.
Enders a későbbiekben bebizonyította, hogy a Coxsackie-vírus a pleurodynia kórokozója és kidolgozta a kanyaró kórokozójának tenyésztési módszerét. 1960-ban Enders és csapata elkezdte tesztelni a kanyaró elleni oltóanyagát, amiről a következő évben kiderült hogy megfelelően hatásos.

## Elismerései
A Nobel-díjon felül Enders 1954-ben Albert Lasker-díjban részesült, 1963-ban pedig Elnöki Szabadság Éremmel tüntették ki. Számos tudományos társaság tagja volt, többek között a brit Royal Society-é és a német Leopoldináé is.

## Családja
John F. Enders 1927-ben vette feleségül Sarah Frances Bennettet. Két gyermekük született, John Ostrom Enders II és Sarah Enders. 1943-ban felesége szívbetegségben meghalt. Enders 1951-ben újra megházasodott, Carolyn B. Keane-t vette el, akinek fiát William E Keane-t sajátjaként nevelte fel.
John F. Enders 1985-ben halt meg, 88 éves korában.